# Giuseppe Cesari
Giuseppe Cesari (1568 Arpino – 3. června 1640 Řím) byl italský manýristický malíř, také známý jako Il Giuseppino a zvaný Cavalièr d'Arpino, protože byl jmenován Cavaliere di Cristo svým patronem, papežem Klementem VIII. Byl podporován i papežem Sixtem V.

## Životopis
Cesariho otec pocházel z obce Arpina, kde se narodil i Giuseppe. Vyučil se v Římě u Pomarancia, v letech 1589 - 1591 žil v Neapoli, pak se do Říma vrátil.
Byl mužem citlivého a popudlivého charakteru. Jeho bratr Bernardino Cesari byl jeho asistentem.
Cesari se roku 1585 stal členem Accademia di San Luca. Roku 1607 byl krátce uvězněn novou papežskou administrativou.
Jeho přímými následovníky byli jeho synové Muzio (1619-1676) a Bernardino († 1703). Jeho žáky byli také Pier Francesco Mola (1612-66), Francesco Allegrini da Gubbio, Guido Ubaldo Abatini, Vincenzo Manenti a Bernardino Parasole. Jeho nejznámějším učedníkem byl Caravaggio. V letech 1593-94 byl Caravaggio zaměstnán v Cesariho dílně jako malíř květin a ovoce.

## Vybraná díla
- Cappella Olgiati v chrámu Santa Prassede, Řím (1592)
- Fresky v Palazzo dei Conservatori (nyní Kapitolská muzea), Řím (1595-56)
  - Nalezení vlčice
  - Únos Sabinek
  - Numa Pompilius zakládající kult Vestálek
- Louvre, Paříž:
  - Vyhnání Adama a Evy z ráje (1597)
  - Diana a Akteon (1603 - 1604)
- Fresky v severní části transeptu Lateránské baziliky, Řím (1600)
- Freska Svatý poustevník Onufrius živen bílou laní"", chrám Sant'Onofrio al Gianicolo, Řím
- Oltářní obraz Sv. Dominik, Chrám Santa Maria sopra Minerva, Řím
- Cappella Paolina v chrámu Santa Maria Maggiore, Řím (1609)
- Kunsthistorisches Museum Vídeň:
  - Perseus osvobozuje Andromedu
  - Archanděl Michael
- Ermitáž, Petrohrad
- National Gallery, Washington

### Obrazy v Praze
V Obrazárně Pražského hradu je obraz na mědi Obrácení sv. Pavla z roku 1600, pocházející ze sbírek císaře Rudolfa II.